# Geranium pyrenaicum subsp. lusitanicum
Geranium pyrenaicum subsp. lusitanicum é uma subespécie de planta com flor pertencente à família Geraniaceae. 
A autoridade científica da subespécie é (Samp.) S.Ortiz, tendo sido publicada em Anales del Jardín Botánico de Madrid 47(1): 244. 1989 (1990).

## Portugal
Trata-se de uma subespécie presente no território português, nomeadamente em Portugal Continental.
Em termos de naturalidade é endémica da Península Ibérica.

## Protecção
Não se encontra protegida por legislação portuguesa ou da Comunidade Europeia.